# Distretto di Muzaffarpur
Muzaffarpur è un distretto dell'India di 3 743 836 abitanti, che ha come capoluogo Muzaffarpur.